# Wendy Morton
Wendy Morton (Northallerton, 9 novembre 1967) è una politica britannica, esponente del Partito Conservatore.

## Biografia
Nata a Northallerton, nello Yorkshire, si laurea alla Open University. Diventa, dal 1987 al 1989, funzionaria pubblica all'Ufficio degli esteri, del Commonwealth e dello sviluppo, dipartimento del governo britannico.

### Carriera politica
Si candida con il Partito Conservatore alle elezioni del 2005 per il collegio di Newcastle upon Tyne Central, arrivando terza. Cinque anni dopo, alle elezioni, si candida per il collegio di Tynemouth, non riuscendo ad arrivare in prima posizione.
Inizialmente tentata di candidarsi per il collegio di Richmond nel 2014, alla fine lascia il posto a Rishi Sunak. Opta invece per Aldridge-Brownhills, vincendo il seggio alle elezioni del 2015 con il 52% dei voti. Entrata quindi alla Camera dei comuni, prende parte del comitato per lo sviluppo internazionale.
Nel 2016, in occasione delle elezioni per eleggere il leader del Partito Conservatore, afferma di sostenere Theresa May. Nel luglio dello stesso anno è nominata segretaria privata parlamentare presso il dipartimento per le imprese, l'energia e la strategia industriale.
L'anno successivo, nel 2017, si ricandida presso lo stesso seggio, vincendo con una maggioranza di 14 307 voti, ottenendo il 65,4% dei voti.
A seguito del rimpasto di governo, diviene segretaria privata parlamentare di Priti Patel, allora segretaria di Stato per lo sviluppo internazionale.
Grazie alla vittoria di Boris Johnson alle elezioni del 2019, viene nominata sottosegretaria di Stato parlamentare per la giustizia. In tali elezioni si era inoltre ricandidata al seggio di Aldridge-Brownhills, venendo riconfermata con il 70,8% dei voti.
All'interno del governo Johnson è rimasta sottosegretaria per la giustizia fino al febbraio 2020, quando diventa sottosegretaria per il vicinato europeo e le Americhe. Dopodiché, con un secondo rimpasto, viene designata a ministra di Stato per i trasporti.
Alle elezioni per la guida del partito del 2022 afferma di supportare Liz Truss. Dopo la vittoria di quest'ultima diventa capo whip alla Camera dei comuni e segretaria parlamentare al tesoro. Il 13 settembre 2022 è nominata membro del Consiglio privato.
Il 19 ottobre seguente, durante la crisi politica, annuncia le dimmissioni, poi rifiutate dall'uscente prima ministra Liz Truss. Successivamente, il 25 ottobre, terminato il governo Truss, finisce ufficialmente il suo mandato.

### Posizioni politiche

#### Uscita del Regno Unito dall'Unione europea
Prima del referendum del 2016 in cui si chiedeva ai cittadini britannici se volessero rimanere nell'Unione europea, Wendy Morton ne sosteneva la permanenza. Tuttavia, dopo il referendum, afferma di aver votato a favore della Brexit.